# Below the Lights
Below the Lights är det sjunde studioalbumet som norska progressive metal bandet Enslaved spelade in. Albumet spelades in september – oktober 2002 i Grieghallen Studios, Bergen.

## Låtlista
1. "As Fire Swept Clean the Earth" (Grutle Kjellson/Ivar Peersen) – 6:35
2. "The Dead Stare" (Peersen/Per Husebø) – 5:37
3. "The Crossing" (Peersen/Kjellson) – 9:12
4. "Queen of Night" (Peersen) – 5:59
5. "Havenless" (Peersen) – 5:35
6. "Ridicule Swarm" (Peersen/Husebø) – 6:18
7. "A Darker Place" (Peersen) 7:01

## Medverkande
Enslaved
- Ivar Bjørnson (eg. Ivar Skontorp Peersen)  – gitarr , keyboard
- Grutle Kjellson (Kjetil Tvedte Grutle) – basgitarr, sång
- Ice Dale (Arve Isdal) – gitarr

Bidragande musiker
- Dirge Rep (Per Husebø) – trummor
- Dennis Reksten (Sven Johan Reksten) – synthesizer, ljudeffekter
- Inge Rypdal – gitarr
- Gina Torgnes – flöjt
- Bjørgvin Tungrock Kor – kör

Produktion
- Dave Bertolini – inspelning
- Pytten (Eirik Hundvin) – producent, ljudtekniker
- Jørgen Træen – producent, mixning, mastring
- Herbrand Larsen – inspelning
- Grutle Kjellson – producent, mixning
- Ivar Bjørnson – producent, mixning
- Pierre – mastring
- Truls Espedal – omslagskonst
- Lars Jamne – omslagsdesign
- Christian Misje – omslagsdesign
- Oskorei Graphix – omslagsdesign
- Hild Aase – foto